# Twon-Brass
Twon-Brass (o Brass) és una població i un estat tradicional de la LGA de Brass, localitzada al sud de l'estat de Bayelsa, a Nigèria. Brass està localitzat a l'illa Brass de l'estuari del riu Nun. L'actual rei de Bras és Alfred Diete-Spiff.

## Història
La ciutat i regne de Brass anteriorment fou el principal port del regne de Nembe i fou especialment important pel comerç de l'oli de palma, però la seva economia es va veure en problemes quan la Royal Niger Company va esdevenir una rival comercial massa forta. El gener de 1895 el rei nembe William Koko va liderar un atac amb milers de guerreres a la seu de la companyia a Akassa que va provocar un atac britànic com a resposta que va destruir la capital de Nembe.
Els britànics van administrar la zona de Brass després de la caiguda del rei Koko des d'un consolat que ja tenien a Twon-Brass.
A mitjans del segle xx Brass fou un centre de pesca i d'exportació d'oli de palma important.

### Actualitat
A l'illa de Brass, en l'actualitat hi ha un gran projecte d'explotació del gas natural. A la ciutat hi opera una terminal de gas liquat de la companyia Agip.
El febrer de 2009 homes armats que anaven en llanxes van atacar la terminal de l'Agip però foren refusats pels guardes de seguretat. Sembla que aquest atac fou organitzat pel Movement for the Emancipation of the Niger Delta (MEND), que havia amenaçat a la companyia petroliera. Aquests atacs estan vinculats al Conflicte del delta del Níger.

## Turisme
Entre les atraccions turístiques, hi destaquen les seves platges, els cementiris dels soldats britànics que van morir a la guerra nembe-britànica del 1895 i l'antic edifici del consolat, que fou utilitzat durant tot el període colonial fins al 1960.